# Dr. Sommer (Band)
Dr. Sommer war eine deutsche Punkband. Es handelte sich um ein kurzlebiges Bandprojekt von Michael Ochwart von Heiter bis wolkig.

## Bandgeschichte
Dr. Sommer wurde um 1997 von Michael Ochwart gegründet, der seit 1986 in der Punkkabarett/Punkband Heiter bis wolkig war. Das Album Alle Kassen! wurde 1997 eingespielt und 1998 über das Rostocker Independent-Label Amöbenklang (Vertrieb: EFA) veröffentlicht. Das Album ist im deutschsprachigen Fun-Punk angesiedelt.
Das Vereinslied schrieb die Band für einen Sampler für den 1. FC Köln. Da der Name angelehnt war an Dr. Sommer, den Künstlernamen von Martin Goldstein für die Aufklärungsseiten der Jugendzeitschrift Bravo, wurde die Band verklagt. Auf Grund eines Rechtsstreits musste sich die Band 1998 kurzzeitig in Doc Summer umbenennen, löste sich dann aber wieder auf. Mitglieder der Band waren später bei Heiter bis Wolkig und dem Projekt Die Roten Ratten aktiv.

## Stil
Musikalisch handelt sich um eine Band in der Schnittmenge zwischen Abstürzende Brieftauben und Terrorgruppe. Die Texte behandeln unter anderem Zoophilie, Hippies, Frankenstein und Harald Juhnke. Es befindet sich auch eine auf den Marihuana-Konsum angelehnte Parodie-Coverversion von Like Ice in the Sunshine als Like Grass in the Sunshine.

## Diskografie
- 1998: Alle Kassen! (Album, Amöbenklang/EFA)